# Leu-enkefalin
-enkefalin je endogenni opioidni peptidni neurotransmiter koji se prirodno javlja u mozgu mnogih životinja, uključujući čoveka. On je jedna od dve forme enkefalina. Druga forma je -enkefalin. Za tirozinski ostatak u poziciji 1 se smatra da je analogan sa 3-hidroksilnom grupom morfina.
-enkefalin je peptid sa sekvencom: Tyr - Gly - Gly - Phe - Leu. On proizvodi farmakološke efekte na mi i delta opioidnim receptorima, mada ima veću potentnost na delta receptoru.

## Literatura
1. ↑   уреди
2. ↑  Evan E. Bolton; Yanli Wang; Paul A. Thiessen; Stephen H. Bryant (2008). „Chapter 12 PubChem: Integrated Platform of Small Molecules and Biological Activities”. Annual Reports in Computational Chemistry. 4: 217—241. doi:10.1016/S1574-1400(08)00012-1.
3. ↑  Dudás B, Merchenthaler I (2003 Apr). „Topography and associations of leu-enkephalin and luteinizing hormone-releasing hormone neuronal systems in the human diencephalon”. J Clin Endocrinol Metab. 88 (4): 1842—8. Проверите вредност парамет(а)ра за датум: |date= (помоћ)
4. ↑  {{|title=Immunocytochemical studies with antisera against Leu-enkephalin and an enkephalin-precursor fragment (BAM-22P) in the rat brain |author=Khachaturian, Henry Lewis, Michael E. Watson, Stanley J. |year=2006 |publisher = Elsevier |doi=10.1016/0024-3205(82)90233-8 |pmid=6759829 |url=http://hdl.handle.net/2027.42/23839}}